# ساکسو گراماتیکوس

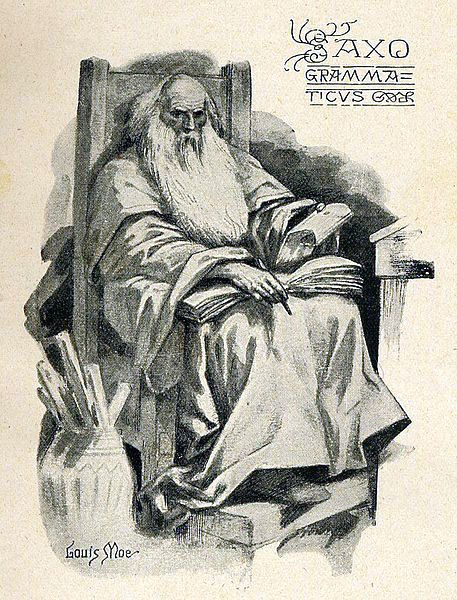
پیش‌طرح ساکسو، اثر تصویرگر دانمارکی-نروژی لوئیس موء (۱۸۵۷-۱۹۴۵).

ساکسو گراماتیکوس (به دانمارکی: Saxo Grammaticus) مورخ، متکلم، پدیدآور و نویسنده دانمارکی‌، و نخستین گزارشگر از مورخان کلیسایی سدهٔ دوازده بود. او نویسنده اولین تاریخچه کامل از دانمارک است. ساکسو افسانه‌های بسیاری از ایزدان را در شش جلد نخستین تاریخ مفصل دانمارک با خط لاتین کهن که خواندنش بسیار مشکل است فراهم کرد. چنین می‌نماید که توجه او در این روایت‌ها به داستان افسانه‌ای تاریخی اندک و متوجه رفتار گاه ابلهانه ایزدان و قهرمانان و به هر حال به پایا شدن داستان‌هایی کمک کرد که با گزارش نشدن فراموش می‌شدند.
اطلاعات زیادی از زندگی ساکسو در دسترس نیست به جز اینکه او یک شیلندی و متعلق به خانواده‌ای سلحشور و رزمنده بود و همچنین احتمالاً کارمندی در خدمت آبسالون، اسقف اعظم لوند از ۱۱۷۸ تا ۱۲۰۱، و مشاور ارشد والدمار یکم دانمارک بود.